# Walentin Gezow
Walentin Gezow (bulgarisch Валентин Гецов, engl. Transkription Valentin Getsov; * 14. März 1967 in Russe) ist ein ehemaliger bulgarischer Ringer. Er gewann bei den Olympischen Spielen 1992 eine Silbermedaille im freien Stil im Leichtgewicht.

## Werdegang
Walentin Gezow startete für den Sportclub Lewski/Spartak Sofia und wurde von G. Stoitchkow trainiert. Er rang ausschließlich im freien Stil und während seiner ganzen Karriere im Leichtgewicht (damals bis 68 kg Körpergewicht).
Es war für Gezow schwer, sich in Bulgarien durchzusetzen, da zu seiner Zeit in seiner Heimat in seiner Gewichtsklasse ein Überangebot von Weltklasseringer vorhanden war. Namen wie Simeon Schterew, Kamen Penew, Angel Sirakow und Nikolai Kasabow bezeugen dies. Gezow kam deshalb während seiner Laufbahn nur bei sechs internationalen Meisterschaften zum Einsatz, wobei er bei vieren dieser Veranstaltungen Medaillen gewann.
Sein Debüt gab er bei der Europameisterschaft 1990 in Posen. Er kam dort hinter Fevzi Şeker aus der Türkei, Georg Schwabenland aus der BRD, Abdulla Magomedow aus der UdSSR und Georgios Athanasiadis aus Griechenland nur auf den 5. Platz.
Dann startete er wieder bei der Weltmeisterschaft 1991 in Warna. Im Finale seine Pools verlor er dabei gegen den vielfachen Weltmeister und Olympiasieger Arsen Fadsajew aus der UdSSR klar und deutlich mit 0:13 techn. Punkten. Im Kampf um die Bronzemedaille traf er auf Georg Schwabenland, den er knapp mit 2:0 techn. Punkten besiegen konnte, womit er sich diese Medaille sicherte.
Bei der Europameisterschaft 1992 in Kaposvár verlor er im Endkampf seines Pools gegen den Weltmeister von 1989 Boris Budayev aus der UdSSR. Er konnte sich aber dann im Kampf um die Bronzemedaille wieder durchsetzen und schlug dabei Kullo Koiv aus Estland nach Punkten. Bei den Olympischen Spielen 1992 in Barcelona gelang Walentin Gezow dann der größte Erfolg seiner Laufbahn. Er kämpfte sich dort bis in das Finale vor, in dem er allerdings gegen Arsen Fadsajew erneut nichts zu bestellen hatte und nach Punkten verlor (1:13 techn. Punkte). Der Gewinn der Silbermedaille entschädigte ihn aber für diese Niederlage.
Im Jahre 1993 startete er noch einmal bei der Europameisterschaft in Istanbul. Er konnte aber dort nicht mehr an die Erfolge der letzten Jahre anknüpfen und erreichte nur den 10. Platz. Danach wurde er vom bulgarischen Ringerverband bei keinen internationalen Meisterschaften mehr eingesetzt.

## Internationale Erfolge
- 1983, 2. Platz, Balkanmeistersch. der Junioren (Cadets) in Bukarest, F, bis 51 kg Körpergewicht, hinter Florinel Ionita, Rumänien u. Redzepi Iraim, Jugoslawien;
- 1987, 3. Platz, Junioren-WM in Vancouver, F, Le, hinter Chris Wilson, Kanada u. Choi Woon-young, Südkorea, vor Rafael Basto Alvarez, Kuba u. Brian Dolph, USA;
- 1990, 5. Platz, EM in Posen, F, Le, hinter Fevzi Şeker, Türkei, Georg Schwabenland, BRD, Abdulla Magomedow, UdSSR u. Georgios Athanasiadis, Griechenland, vor Daniel Ionita, Rumänien;
- 1991, 2. Platz, Yasar-Dogu-Memorial in Istanbul, F, Le, hinter Kamil Kocaoğlu, Türkei, vor Behçet Selimoğlu, Türkei;
- 1991, 3. Platz, WM in Warna, F, Le, hinter Arsen Fadsajew, UdSSR u. Chris Wilson, vor Georg Schwabenland, Endre Elekes, Ungarn u. Georgios Athanasiadis;
- 1992, 3. Platz, EM in Kaposvár, F, Le, hinter Georg Schwabenland u. Boris Budayev, UdSSR, vor Kullo Koiv, Estland u. Ludwig Küng, Schweiz;
- 1992, Silbermedaille, OS in Barcelona, F, Le, hinter Arsen Fadsajew, vor Kōsei Akaishi, Japan, Ali Akbarnejad, Iran u. Fatih Özbaş, Türkei;
- 1993, 10. Platz, EM in Istanbul, F, Le, Sieger: Sasa Sasirow, Ukraine vor Araik Geworgjan, Armenien u. Gotcha Makojew, Russland